# Egg (berg)
De Egg is een 3219 meter hoge berg in de Ötztaler Alpen op de grens tussen het Oostenrijkse Tirol en het Italiaanse Zuid-Tirol.
De berg ligt in de Weißkam aan de zuidelijke rand van de Hintereisferner, tussen de 3227 meter hoge Teufelsegg en de 3270 meter hoge Im Hinteren Eis in. Beklimming van de top van de berg is mogelijk vanaf het Schutzhaus Schöne Aussicht (Rifugio Bella Vista) in Zuid-Tirol, gelegen ruim een kilometer ten zuidoosten van de top van de Egg op 2842 meter hoogte.